# Commandement du Front intérieur
Le commandement du Front intérieur (en hébreu : פיקוד העורף (Pikoud HaOref)) est un commandement militaire de l'Armée de défense d'Israël. Il est créé en février 1992, à la suite de la guerre du Golfe. Il est commandé par le major général Uri Gordin depuis le 19 mai 2020.